# ینگجه (همدان)
ینگجه (فامنین)، روستایی از توابع شهرستان فامنین در استان همدان ایران است.
ینگجه از روستاهای شهرستان فامنین است که دارای پنج چشمه به‌نام‌های چای، بولاغ، یِنگی کهریز، آشاقو چای و قیرمیزیلَر می‌باشد.
دارای یک سد خاکی و سنگی در قسمت شمال غربی روستا می‌باشد.

## جمعیت
این روستا در دهستان پیشخور قرار دارد و در سال ۱۴۰۳، جمعیت آن ۸۰۷ نفر (۱۸۶ خانوار) بوده است.